# 格尼河
格尼河，位于中华人民共和国内蒙古自治区东北部，是嫩江流域诺敏河右岸支流，发源于阿荣旗查巴奇鄂温克族乡阿力格亚林场西北加尔墩山东南麓，蜿蜒向东流至三号店林场转东南流，经得力其尔鄂温克族乡，于亚东镇东南转东流，至莫力达瓦达斡尔族自治旗宝山镇岗西村起成为阿荣旗和莫力达瓦旗的界河，于宝山镇五家子村汇入诺敏河。河流全长206千米，流域面积4975平方千米，年均径流量8.14亿立方米。格尼河上游流经低山丘陵区，两岸林木茂密，是阿荣旗重要的林业基地，干流自小新尼奇至亚东镇之间120千米河段可以浮送木材，20世纪50~60年代每年浮送约100立方米左右。格尼河下游为农牧区，是中国水稻最北的种植区，是内蒙古商品粮基地之一。